# 東武宇都宮線

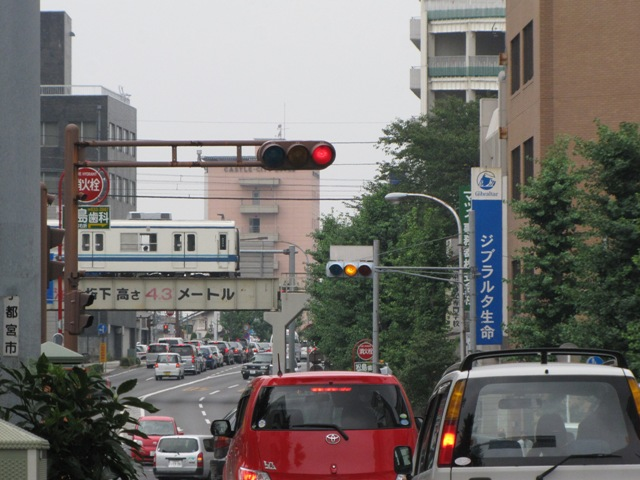
宇都宮市市街地を走る宇都宮線電車

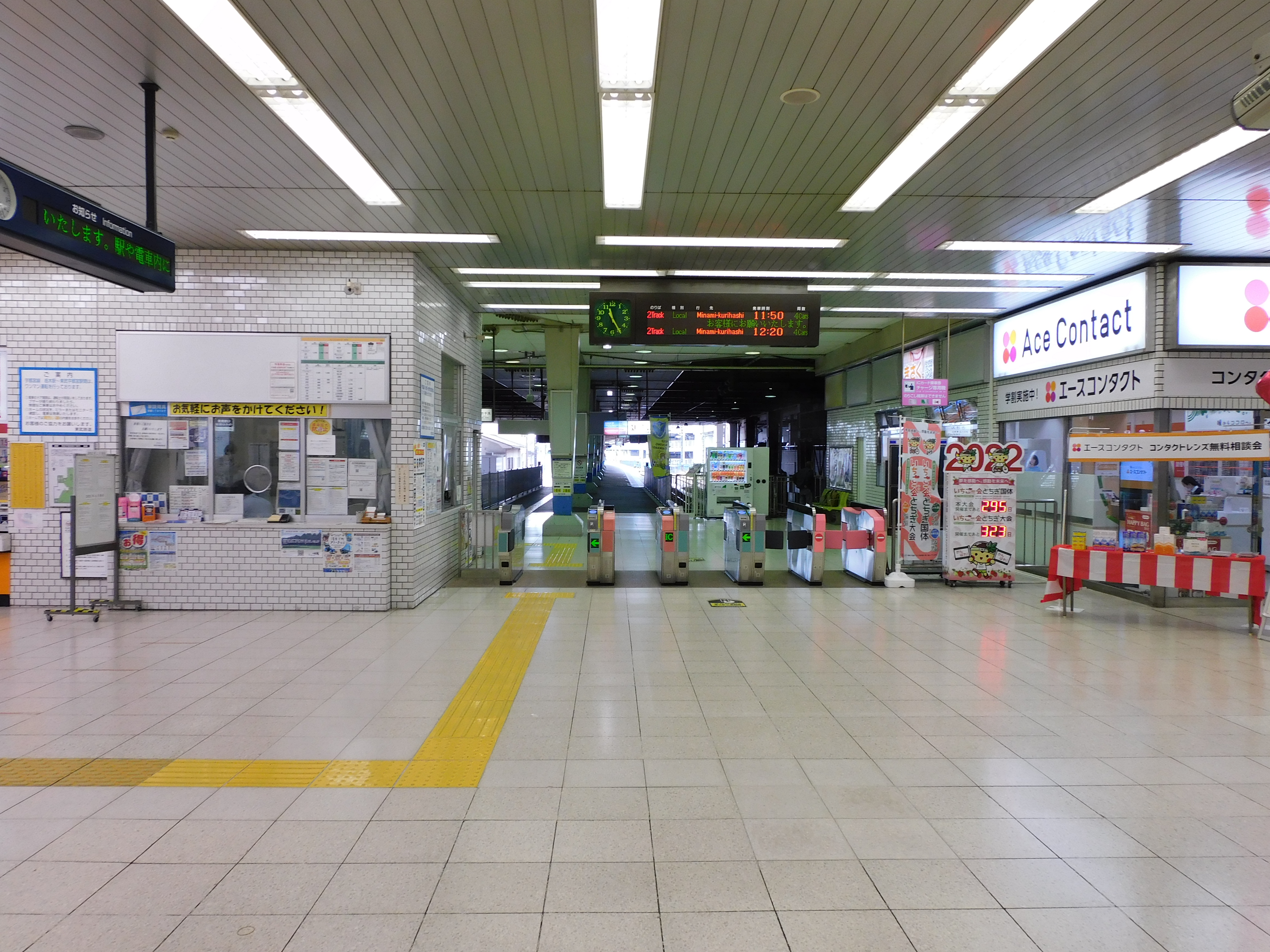
東武宇都宮駅の改札口

宇都宮線（うつのみやせん）は、栃木県栃木市の新栃木駅と同県宇都宮市の東武宇都宮駅を結ぶ東武鉄道の鉄道路線である。駅ナンバリングの路線記号はTN、ラインカラーは東武日光線と同様にオレンジと赤紫（■■）を用いている。2023年6月より「いちご王国」ラインの愛称が付けられている。

## 概要
栃木県の県庁所在地である宇都宮市中心部と同市南部、壬生町および栃木市を結ぶ路線である。東武鉄道の路線網の中では支線的存在にありながら、幹線（伊勢崎線〈東武スカイツリーライン〉・日光線）との往来よりも末端である東武宇都宮駅を中心とした利用が多く、1日約24000人の利用があり（2016年度）、「日光線の支線」というより「宇都宮南西部における都市鉄道」または「県央地域における都市近郊路線」としての性格が強い(p3)。
全線が単線であるものの全駅が交換設備を持ち、また複線化用地が全線にわたって確保されていた形跡が見られる。東武宇都宮駅はJR宇都宮駅より市の中心部に近い場所に位置しており、さらに併設されている東武宇都宮百貨店は、日光線の一部にまで商圏が及び、鉄道の集客に効果を発揮している。沿線には駅を中心に百貨店のほか住宅地や医療施設、競技場などが整備されている。
一方で対東京輸送面では所要時間・利用客の面でJRに大きく差を付けられており、浅草駅など東京方面へ直通する特急や急行列車、準急列車などは廃止され、新栃木駅・日光線南栗橋駅と東武宇都宮駅間で運転される普通列車が主体となっている。少ないながらも存在する東京方面の中距離需要は直通先の日光線栃木駅で特急列車に接続する形で対応しているが、それでも東武宇都宮駅 - 浅草駅間は1時間50分も要し、JR普通列車（宇都宮駅 - 上野駅間で1時間48分）とようやく互角になる。
「宇都宮線」の名称は、東日本旅客鉄道（JR東日本）宇都宮線でも使用されているが、JRの方は1990年に付けられた東北本線の一部区間の愛称であるのに対し、本路線は1931年の開業当時からの正式な線路名称である。1980 - 1990年代は、社線内でも「東武宇都宮線」と社名を冠したり、「東武宇都宮方面」などと路線名を避けた案内を一部で行っていたが、線路名称を譲渡・変更したことは一度もない。

## 路線データ
- 路線距離：24.3 km
- 軌間：1,067 mm
- 駅数：11駅（起終点駅含む）
- 複線区間：なし（全線単線）
- 電化区間：全線（直流1,500 V）
- 閉塞方式：自動閉塞式
- 最高速度：90 km/h[1]
- 最長編成：4両編成
- 保安装置：東武形ATS

## 運行形態
伊勢崎線・日光線の支線としては運行本数、両数ともに充実しており、全列車が普通列車であるが、4両編成の列車が1時間あたり昼間2本、ラッシュ時は2 - 4本の頻度で運行される。概ね半数程度が日光線に直通し南栗橋駅発着で運行され、日光線に直通しない列車は新栃木駅で折り返す。ほとんどの列車が栃木駅で「けごん」などの特急列車と接続をしているほか、新栃木駅折り返し列車は同駅で南栗橋駅 - 東武日光駅・鬼怒川線方面の普通列車と対面接続をとっており、浅草駅・東武日光駅方面とを結んでいる。
全線でワンマン運転を実施しており、普通列車のドア開閉は運転士が行っている。各駅にはホーム監視モニターが設置されていたが、運転室内にモニターを完備する20400型車両への統一を機に路線内の全駅で撤去された。車内では自線の他、日光線・鬼怒川線の主要列車が記載された時刻表が掲出されている。
2020年6月6日のダイヤ改正までは日光線の一般列車が全線で車掌が乗務して運行していた関係もあり宇都宮線の列車は大半が栃木駅 - 東武宇都宮駅間で折り返し運転を行っていたが、同改正から日光線の栃木駅以南でも一部列車におけるワンマン運転が開始されたことにより、宇都宮線の列車が南栗橋駅まで乗り入れることとなった。
かつては伊勢崎線浅草駅 - 東武宇都宮駅間直通の準急（あるいは料金不要の急行・快速・準快速など。所要時間は約2時間30分 - 3時間で、宇都宮線内は各駅に停車）が運行され、長らくおおむね1時間あたり1本の割合で設定されていたが、1994年には下り東武宇都宮駅行きは夕方・上り浅草駅行きは朝と夜運転で6往復、2001年時点では下り東武宇都宮駅行きが夕方に1本、上りは朝に業平橋駅（現・とうきょうスカイツリー駅）行きが1本・浅草駅行きが1本となり、2006年3月18日のダイヤ改正で廃止された。
また、350型4両編成を使用した特急「しもつけ」1往復（朝の浅草駅行きと夕方の東武宇都宮駅行き）が毎日運行されていたが、2020年4月24日で運行を終了した。この列車は宇都宮線内で唯一通過運転を行っており、またワンマン運転の対象外となっていた。

## 使用車両

### 現在の車両
- 20400型
  - 日比谷線直通車両の70000系への置き換えで、余剰となった20000系の内外装をリニューアルした上で[9]、2018年9月3日より営業運転を開始[10]。

なお、350型が乗り入れなくなったことで（後述）、東武鉄道の路線では初めて全ての定期運用車両がVVVFインバータ制御になった。

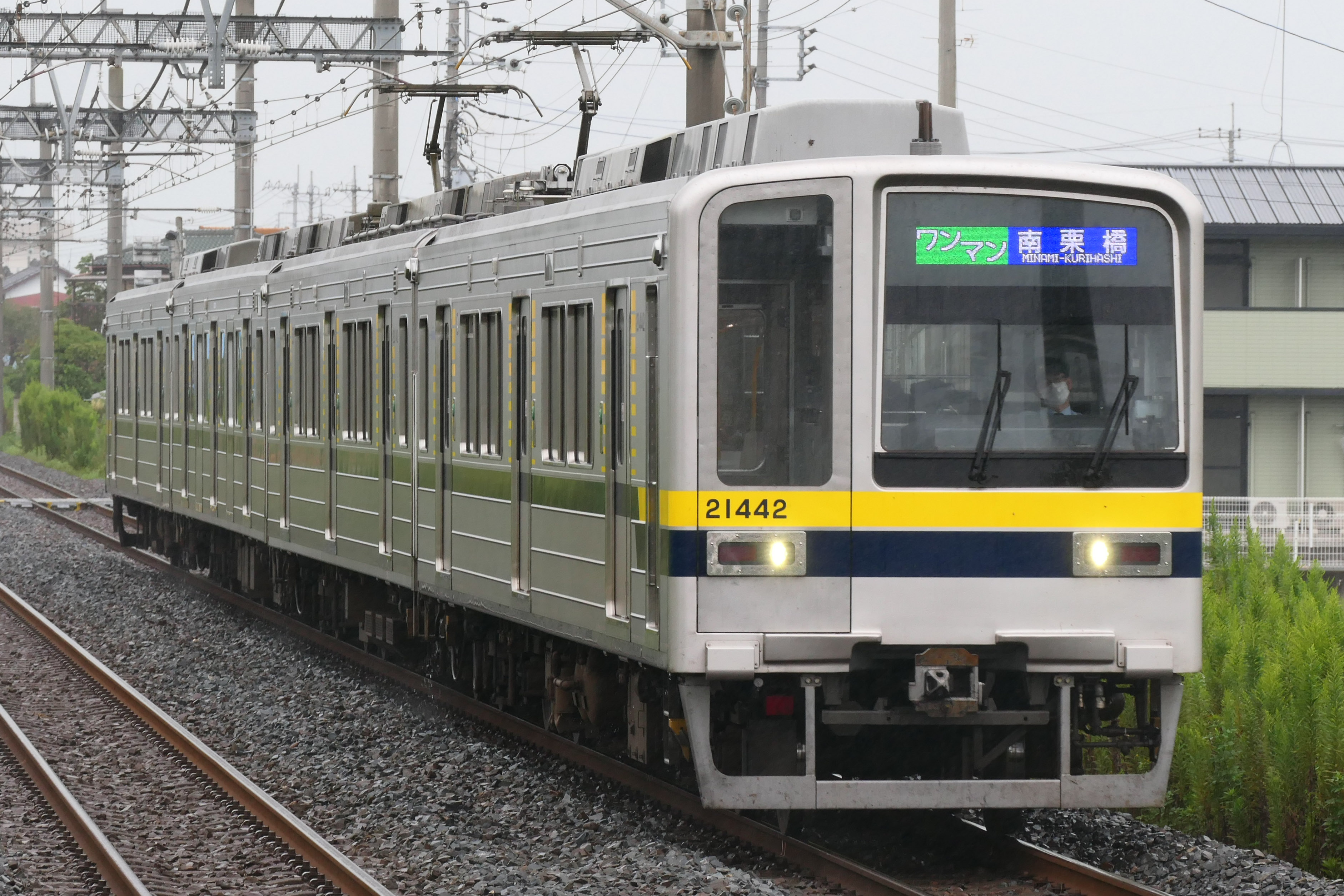
20400型

### 過去の車両

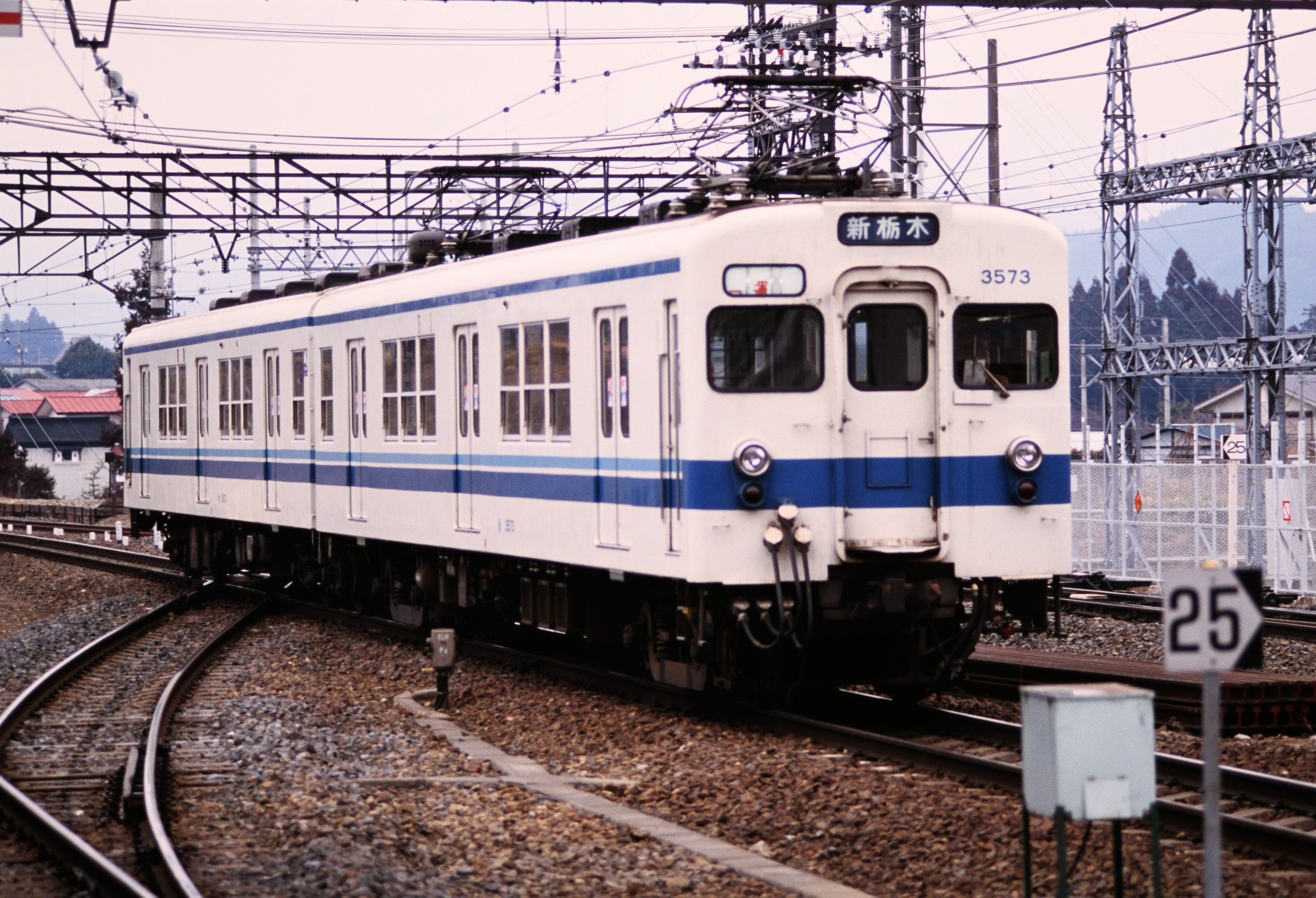
3070系
  - 栃木県の内陸部での高温多湿（猛暑）が問題となった時期[いつ?]に、伊勢崎線で朝ラッシュ時の増結運用を終えた春日部検修区の8000系や10000系を南栗橋から回送し、非冷房の3070系の運用を置き換えることで、午後のみではあるものの冷房化が図られたことがある。宇都宮線の4運用のうち3運用がこの方法で午後のみ置き換えられ、5050系の転入まで継続された。
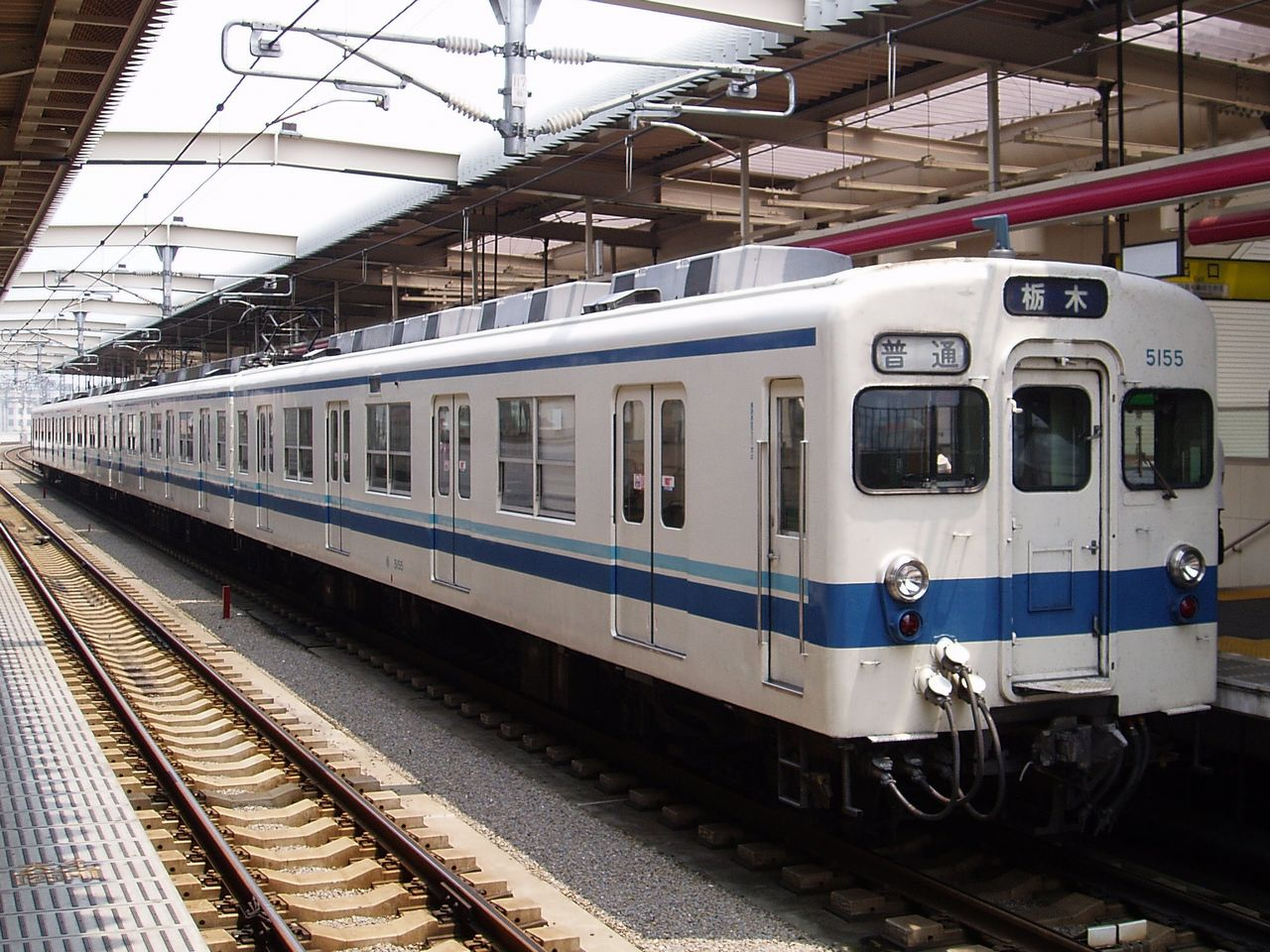
5050系
  - 2006年12月31日をもって運用終了した。当時は5155F - 5157F・5160F - 5162Fの4両編成6本が運用されていたが、全車が廃車解体された。当線は5000系列が最後まで運行された線区であった。
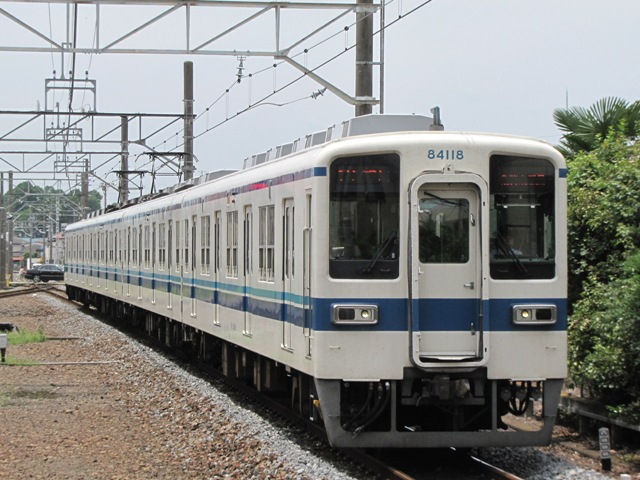
6050系
  - ワンマン運転を開始するため、8000系ワンマン対応車に置き換えられた。
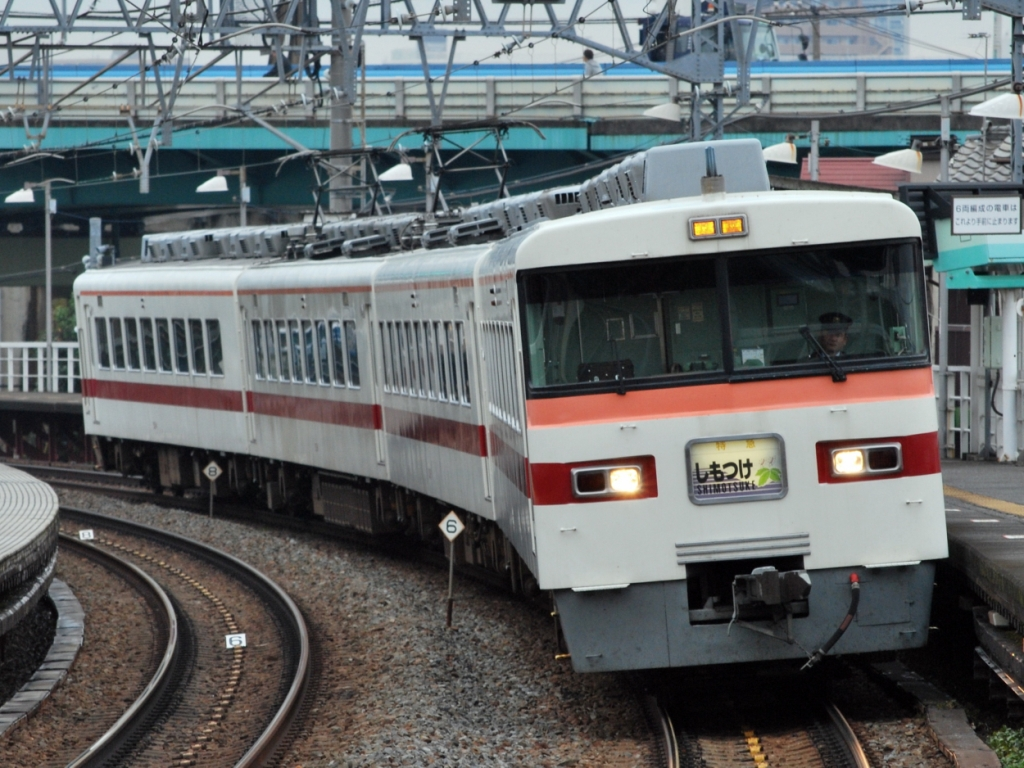
8000系
  - 2019年5月をもって運用終了した。当時は8189F・8190F・81105F・81106F・81108F・81115F・81116F・81118Fの4両編成8本が運用されていたが、いずれも20400型に置き換えられ全車が廃車解体された。
- 10000型・10030型
  - ワンマン運転を開始するため、8000系ワンマン対応車に置き換えられた。
- 30000系
  - ワンマン運転を開始するため、2007年5月上旬に8000系ワンマン対応車に置き換えられ、南栗橋車両管区春日部支所に戻された。
- 350型
  - 特急「しもつけ」用。普通列車のワンマン運転開始後も車掌が乗務していた。2020年4月24日で運行を終了[注釈 10]。

- 3070系
- 5050系
- 8000系
- 350型

## 歴史
当区間の優等列車の歴史については「しもつけ (列車)」も参照のこと。
- 1928年（昭和3年）12月7日：鉄道免許状下付（下都賀郡大宮村-宇都宮市）[11][12][13]。
- 1930年（昭和5年）3月：複線に計画変更[12][13]。
- 1931年（昭和6年）
  - 7月：昭和恐慌により、単線に計画変更[12][13]。
  - 8月11日：新栃木 - 東武宇都宮（24.4 km）間全線開業[14][13]。
  - 11月1日：野州大塚駅開業[15]。
- 1932年（昭和7年）
  - 4月1日：花房町駅開業[15]。
  - 4月17日：（臨）野球場前駅開業。宇都宮常設球場の最寄[15]。
- 1933年（昭和8年）
  - 4月6日：急行電車の設定が認可される[12]。
  - 12月15日：野球場前駅を常設駅とし南宇都宮駅に改称[15]。
- 1944年（昭和19年）
  - 6月30日：花房町駅休止[15]。
  - 7月1日：江曽島駅開業[15]。
  - 10月1日：野州平川駅開業[15]。
- 1953年（昭和28年）：浅草 - 東武宇都宮間の料金不要の急行・準急（毎時1-2本運行）に加え、愛称無しの有料急行1往復運行開始。現在の特急「しもつけ」とほぼ同じダイヤ設定。当時の日光線準急は浅草 - 東武日光間と浅草 - 東武宇都宮間に運転されていた。
- 1954年（昭和29年）9月24日：花房町駅廃止[15]。
- 1956年（昭和31年）：浅草 - 東武宇都宮間の有料急行に「しもつけ」の愛称が与えられる。
- 1959年（昭和34年）
  - 11月：浅草 - 東武宇都宮間の急行「しもつけ」廃止[12]。浅草 - 東武宇都宮間直通列車は再び準急・快速（毎時1-2本）のみとなる。
  - 11月28日：東武宇都宮駅移転に伴い0.1 km短縮（24.3 km）[12][13]。
- 1965年（昭和40年）6月7日：おもちゃのまち駅開業[12][16]。
- 1970年（昭和45年）
  - 2月5日：柳原信号所開設[16]。
  - 4月1日：自動列車停止装置使用開始[12]。
  - 8月26日：小倉川橋梁の橋脚が沈下。470本の列車が運休し、バス1日延べ41台で新栃木 - 壬生間を代行輸送（同年8月30日復旧）[12]。
- 1988年（昭和63年）8月9日：浅草 - 東武宇都宮間に快速急行「しもつけ」（6050系を使用）運転開始[12]。
- 1989年（平成元年）11月28日：柳原信号所廃止[16]。
- 1991年（平成3年）7月21日：ダイヤ改正により、快速急行「しもつけ」を急行に格上げ[12]、使用車両を350系に切り替える[12]。
- 2006年（平成18年）3月18日：ダイヤ改正に伴う種別名変更により、急行「しもつけ」を特急に格上げ[12]。同時に特急以外の浅草直通列車が廃止された。
- 2007年（平成19年）
  - 8月：一部の時間帯で普通列車ワンマン運転開始。
  - 10月31日：全普通列車でワンマン運転開始[12]。
- 2015年（平成27年）
  - 9月9日[17]：関東・東北豪雨の影響により西川田 - 安塚間の姿川第二避溢橋梁の橋台と橋桁が流失[18]、全線が不通となる[17][19]。
  - 9月11日：新栃木 - 安塚間、西川田 - 東武宇都宮間で運転再開[20]。
  - 10月7日：西川田 - 安塚間が復旧、全線で運転再開[21][22]。
- 2018年（平成30年）
  - 6月16日：栃木県県民の日記念イベントにあわせ、「東武宇都宮線フリー乗車DAY」を初実施。栃木 - 東武宇都宮間が無料で乗車出来る「東武宇都宮線フリー乗車券」を宇都宮線各駅で配布[3]。
  - 9月3日：20400型電車営業運転開始[10]。
- 2019年（令和元年）6月15日：「東武宇都宮線無料乗車DAY」を前年に引き続き開催。いちごの形をした無料乗車券を宇都宮線各駅及び栃木駅にて配布。栃木 - 東武宇都宮間で臨時特急スカイツリートレインが3往復運転された[23][24]。
- 2020年（令和2年） 
  - 4月25日 - 6月5日：特急「しもつけ」が新型コロナウイルス感染症（COVID-19）拡大防止のため運休[25]（4月24日が実質的な最終運行日）。
  - 6月6日：ダイヤ改正で特急「しもつけ」廃止[26]、東武日光線南栗橋駅まで直通運転開始[27]。
- 2023年（令和5年）6月10日：2024年5月までの期間限定で路線愛称を「いちご王国」ラインとする[2]。あわせてこの日限定で「東武宇都宮線フリー乗車DAY」を実施[2]。2024年5月以降も継続して愛称使用。

## フリー乗車DAY
東武宇都宮線の通る栃木県が6月15日を「栃木県民の日」に制定していることから、2018年より県民の日あるいは近い土曜日を「東武宇都宮線フリー乗車DAY」としており、当日に限り栃木駅 - 東武宇都宮駅間が無料で乗り降り自由となる（歴史節も参照）。
当日は栃木駅を含む東武宇都宮線の各駅で県の名産品であるイチゴのデザインのフリー乗車券が配布され、沿線の公共施設や飲食店では「県民の日」および「フリー乗車DAY」を記念したイベントや各種割引などの催しも多数行われる。
また634型電車「スカイツリートレイン」による臨時列車も栃木駅 - 東武宇都宮駅間で運行され、団体専用となる一部列車を除き特別料金不要で乗車できる。
「フリー乗車DAY」の開催日は通常列車に加え、主に8時台 - 17時台にかけて毎時1本ずつ栃木駅折り返しの臨時列車が追加され、通常列車も一部で発車時刻が変更される。
フリー乗車DAYの一覧
- 2018年（平成30年）：6月16日
- 2019年（令和元年）：6月15日
- 2023年（令和5年）：6月10日
- 2024年（令和6年）：6月15日
- 2025年（令和7年）：6月15日

2020年（令和2年） - 2022年（令和4年）は新型コロナウイルス感染症（COVID-19）流行の影響で開催されなかった。

## 駅一覧
- 全駅栃木県内に所在。
- 全列車各駅に停車する。
- 駅業務を東武ステーションサービスに委託している。

凡例
線路 … ◇：単線区間（列車交換可能）、∨：これより下は単線、∧：終点（列車交換可能）
| 駅番号 | 駅名             | 駅間 営業キロ | 累計 営業キロ | 接続路線                                            | 線路 | 所在地          |
| ------ | ---------------- | ------------- | ------------- | --------------------------------------------------- | ---- | --------------- |
|        |                  |               |               |                                                     |      |                 |
| TN-12  | 新栃木駅         | -             | 0.0           | 東武鉄道： 日光線（一部列車が南栗橋駅まで直通運転） | ∨    | 栃木市          |
| TN-31  | 野州平川駅       | 2.0           | 2.0           |                                                     | ◇    | 栃木市          |
| TN-32  | 野州大塚駅       | 1.9           | 3.9           |                                                     | ◇    | 栃木市          |
| TN-33  | 壬生駅           | 3.4           | 7.3           |                                                     | ◇    | 下都賀郡 壬生町 |
| TN-34  | 国谷駅           | 3.5           | 10.8          |                                                     | ◇    | 下都賀郡 壬生町 |
| TN-35  | おもちゃのまち駅 | 1.8           | 12.6          |                                                     | ◇    | 下都賀郡 壬生町 |
| TN-36  | 安塚駅           | 2.2           | 14.8          |                                                     | ◇    | 下都賀郡 壬生町 |
| TN-37  | 西川田駅         | 3.5           | 18.3          |                                                     | ◇    | 宇都宮市        |
| TN-38  | 江曽島駅         | 2.0           | 20.3          |                                                     | ◇    | 宇都宮市        |
| TN-39  | 南宇都宮駅       | 1.8           | 22.1          |                                                     | ◇    | 宇都宮市        |
| TN-40  | 東武宇都宮駅     | 2.2           | 24.3          |                                                     | ∧    | 宇都宮市        |

### 過去の接続路線
- 栃木駅：鍋山人車鉄道 - 1956年11月廃止
- 柳原信号所：柳原線 - 1937年10月9日開通、1989年11月28日廃止（貨物線）[12][16]
- 壬生駅：小倉川砂利線 - 1937年5月14日開通、1984年2月1日廃止（貨物線）[12][16]
- 西川田駅：大谷線 - 1964年6月16日廃止[16]

### 廃駅・廃止信号所
- 柳原信号所（野州大塚 - 壬生間、1970年2月5日開設・1989年11月28日廃止）[16]
- 花房町駅（南宇都宮 - 東武宇都宮間、1932年4月1日開業・1954年9月24日廃止）[15]

## 宇都宮ライトレールとの乗り入れ構想
現状、東武宇都宮線は新栃木駅での東武日光線としか接続路線がないが、東武宇都宮駅近くを走る大通りにライトレール（LRT、次世代型路面電車）路線の宇都宮芳賀ライトレール線を2030年代前半の開業を目指し延伸する計画があり、大通り上の池上町交差点付近に「東武宇都宮駅前停留場（仮称）」を整備することを想定しており、新たに東武宇都宮線と接続が図られる予定である。
しかしながら、LRT停留場と東武宇都宮駅との間は直線距離で約200メートル離れており、乗り換え時の利便性確保が課題となっていることから、一部で東武宇都宮駅を介してLRTと東武宇都宮線を直通させる構想がある。2017年5月に栃木県経済同友会が発表した提言書「トチギの未来夢計画」内では、東武宇都宮駅周辺の再開発とともに直通運転を行うことを提案している。また、2024年には現職の福田富一栃木県知事が県知事選への公約として直通運転実現へ向け意欲を見せている。その他の利便性向上策としては、東武駅とLRT停留場を動く歩道で結ぶ案なども出ている。
県知事選で現職の福田が再選を果たしたことにより、2025年より栃木県主導で直通へ向けた調査や東武鉄道など関係各所との協議をスタートしている。2025年3月25日に行われた非公開の協議会では、将来的な乗り入れ実現に向けて協議を進めていく方向性を栃木県、宇都宮市、東武鉄道3者で確認した。同年8月には、東武宇都宮線への乗り入れ実現に向けた具体的な基礎調査を行うため、広域公共交通連携検討事業費として約960万円を補正予算として9月に計上する方針を固めている。県南地域を中心に、東武鉄道沿線地域の人の流れを民間事業者と連携し、携帯電話の位置情報や移動データを活用することによる広域的な需要調査や、東武宇都宮駅周辺についてバス停をはじめとする公共交通機関を結ぶ交通結節点としての機能の調査、LRTの先進地（路面電車と郊外鉄道が相互直通運転を行う福井市や広島駅ビルminamoaに路面電車を直結させた広島市などを想定）での実地調査を行う考えである。